# Hankasalo
Hankasalo är en ö i Finland. Den ligger i sjön Enonvesi och i kommunerna Enonkoski och Nyslott och landskapet Södra Savolax, i den sydöstra delen av landet, 290 km nordost om huvudstaden Helsingfors. Öns area är 2,95 kvadratkilometer och dess största längd är 4,3 kilometer i sydöst-nordvästlig riktning.